# Byträsket (sjö i Finland, Nyland)
Byträsket är en sjö på ön Gullö i Raseborgs stad i Finland.   Den ligger i landskapet Nyland, i den södra delen av landet, 90 km väster om huvudstaden Helsingfors. Byträsket ligger 13 meter över havet. Arean är 33,2 hektar och strandlinjen är 3,87 kilometer lång. Sjön  ingår i Finska vikens avrinningsområde.   I omgivningarna runt Byträsket växer i huvudsak barrskog.